# Escharina porosa
Escharina porosa är en mossdjursart som först beskrevs av Smitt 1873.  Escharina porosa ingår i släktet Escharina och familjen Escharinidae. Inga underarter finns listade i Catalogue of Life.